# Pauline Fowler
Pauline Beale-Fowler (apellido de soltera: Beale) es un personaje ficticio de la serie de televisión EastEnders interpretada por la actriz Wendy Richard del 19 de febrero de 1985 hasta el 25 de diciembre de 2006.